# Obelisken van Rome
Rome is de stad met de meeste obelisken ter wereld. Nadat een aantal Romeinse keizers obelisken uit Egypte had laten overbrengen werden deze ook in Rome zelf nagemaakt. Na de Romeinse tijd vervielen vrijwel alle obelisken en raakten bedolven onder puin en het stijgende grondniveau. Vanaf de Renaissance werden de obelisken herontdekt. Met name Paus Sixtus V liet ze opnieuw oprichten op de grote pleinen die hij had laten ontwerpen.
Er zijn acht oude Egyptische en vijf Romeinse obelisken van Rome verspreid over de stad. Hiernaast zijn er enkele moderne obelisken in de moderne tijd gebouwd.
De bekendste obelisk in Rome staat op het Sint-Pietersplein en werd oorspronkelijk door Caligula vanuit Egypte naar Rome gebracht. Deze heeft een bijzondere historische waarde voor het christendom. De obelisk stond in het midden van de spina van het Circus van Nero, waar Sint-Petrus en vele andere christenen de marteldood gestorven zouden zijn. De obelisk behoort dus tot de historische plaats van het martelaarschap en werd later verplaatst naar een meer centraal gelegen plaats op het Sint-Pietersplein, omwille van de bouw van de nieuwe Sint-Pietersbasiliek onder Sixtus V. Een schrijver van de 4de eeuw zegt dat de Apostel Petrus gekruisigd werd juxta palatium Neronianum — juxta obeliscum Neronis, in de buurt van de Palatijnse Heuvel van Nero – in de buurt van de obelisk van Nero. De Vaticaanse obelisk is ook de enige obelisk die sinds de oudheid altijd rechtop is blijven staan, vermoedelijk vanwege zijn relatie met de kruisigingsplaats van Petrus en de bouw van de basiliek daarnaast.

## Egyptische obelisken
| Afbeelding | Naam        | Farao                          | Hoogte (inclusief sokkel) | Locatie                                                   | Noot                                                            |
| ---------- | ----------- | ------------------------------ | ------------------------- | --------------------------------------------------------- | --------------------------------------------------------------- |
|            | Lateranense | Thoetmosis III / Thoetmosis IV | 32.18 m (45.70 m)         | Piazza di San Giovanni in Laterano/Sint-Jan van Lateranen | Oorspronkelijk in het Circus Maximus.                           |
|            | Vaticano    | Onbekend (Amenemhat II?)       | 25.5 m (c.40 m)           | Sint-Pietersplein                                         | Oorspronkelijk in het Circus van Nero.                          |
|            | Flaminio    | Seti I / Ramses II             | 24 m (36.50 m)            | Piazza del Popolo                                         | Oorspronkelijk in het Circus Maximus.                           |
|            | Solare      | Psammetichus II                | 21.79 m (33.97 m)         | Piazza di Montecitorio                                    | Diende als gnomon voor het Horologium van Augustus.             |
|            | Macuteo     | Ramses II                      | 6.34 m (14.52 m)          | Piazza della Rotonda                                      | Oorspronkelijk in de Tempel van Isis.                           |
|            | Minerveo    | Apries                         | 5.47 m (12.69 m)          | Piazza della Minerva                                      | Oorspronkelijk in de Tempel van Isis.                           |
|            | Dogali      | Ramses II                      | ? (6.34 m)                | Thermen van Diocletianus                                  | Oorspronkelijk in de Tempel van Isis.                           |
|            | Matteiano   | Ramses II                      | 2.68 m (12.23 m)          | Villa Celimontana                                         | Oorspronkelijk in de Tempel van Isis. Kleinste obelisk in Rome. |

## Romeinse obelisken
| Afbeelding | Naam        | Hoogte              | Locatie               | Noot |
| ---------- | ----------- | ------------------- | --------------------- | --- |
|            | Agonalis    | 16.53 m (over 30 m) | Piazza Navona         | Oorspronkelijk in de Tempel van Isis, later in het Circus van Maxentius. Tegenwoordig op de Fontana dei Quattro Fiumi door Bernini in 1651. |
|            | Quirinale   | 14.63 m (28.94 m)   | Piazza del Quirinale  | Oorspronkelijk voor het Mausoleum van Augustus.                                                                                             |
|            | Esquiline   | 14.75 m (25.53 m)   | Piazza dell'Esquilino | Oorspronkelijk voor het Mausoleum van Augustus.                                                                                             |
|            | Sallustiano | 13.91 m (30.45 m)   | Trinità dei Monti     | Oorspronkelijk in de Horti Sallustiani. Tegenwoordig bovenaan de Spaanse Trappen.                                                           |
|            | Pinciano    | 9.24 m (17.26 )     | Pincio                | Oorspronkelijk bij het grafmonument van Antinoüs, later in het Circus Varianus.                                                             |

## Moderne obelisken
| Afbeelding | Naam           | Hoogte   | Locatie        | Noot                                                                                   |
| ---------- | -------------- | -------- | -------------- | -------------------------------------------------------------------------------------- |
|            | Villa Medici   | onbekend | Villa Medici   | 19e-eeuwse kopie van het origineel gevonden in Florence.                               |
|            | Villa Torlonia | onbekend | Villa Torlonia | In het park staan twee obelisken, gewijd aan beide ouders van Alessandro Torlonia.     |
|            | Mussolini      | 17.5 m   | Foro Italico   | Fascistische obelisk met Mussolini's naam erin gegraveerd.                             |
|            | Marconi        | 45 m     | E.U.R.         | Gebouwd in 1959 ter ere van Guglielmo Marconi voor de Olympische Zomerspelen van 1960. |